# Tomodachi Game
Tomodachi Game (яп. トモダチゲーム, Tomodachi Gēmu, досл. «Гра друзів») — манґа, створена за концепцією Мікото Ямаґучі, написана та ілюстрована Юкі Сато. Вона виходила в журналі Bessatsu Shōnen Magazine від грудня 2013 до серпня 2024, а її розділи були зібрані у 26 танкобонів.
У 2017 році вийшла телевізійна дорама та два ігрові фільми. Аніме-серіал, створений студією Okuruto Noboru, транслювався з квітня по червень 2022 року. Другий телевізійний серіал під назвою Tomodachi Game R4 виходив на TV Asahi з липня по вересень 2022 року.

## Синопсис
Юїчі Катагірі з дитинства навчений цінувати дружбу і саме завдяки своїм чотирьом друзям він може насолоджуватися життям у старшій школі. Коли викрадено кошти на шкільну поїздку їхнього класу, п’ятеро друзів виявляються втягнутими в загадкову «Гру друзів» через чийсь борг. Їхня дружба зазнає найжорстокішого випробування перед спокусою багатства.

### Група С
Юїчі Катагірі (яп. 片切友一, Katagiri Yūichi)
Сейю: Чіакі Кобаяші (оригінал), Девід Матранга (англійський дубляж)
Зовні звичайний старшокласник із бідної сім’ї. Разом із друзями потрапляє в «Гру друзів», де випробовується його довіра до них. У ході гри розкривається його інша сторона — безжальна, майстерно маніпулятивна та нещадна до ворогів. Він має унікальну здатність розгадувати правила та сутність людей. Натякається, що він має темне й криваве минуле: підтверджено, що він убив щонайменше трьох осіб, зокрема своїх прийомних батьків. Юїчі добровільно бере участь у «Дорослій грі друзів» із наміром знищити її адміністрацію, хоча пізніше з'ясовується, що саме він у дитинстві вигадав ідею «Гри друзів», що й призвело до її створення.
Шіхо Савараґі (яп. 沢良宜志法, Sawaragi Shiho)
Сейю: Юме Міямото (оригінал), Кейтлін Гласс (англійський дубляж)
Одна з друзів Юїчі, що бере участь у «Грі друзів». Завдяки батькові-поліцейському вона зросла з міцним почуттям моралі та справедливості, через що її поважають однокласники. Вона закохана в Юїчі. Випадково втративши гроші на шкільну поїздку, вона стала об'єктом ненависті класу та мимоволі оплатила вхідний внесок у «Гру друзів». Після другого раунду, коли її, Шібе та Кокорокі звільнили, вона стала жертвою булінгу з боку однокласників і зникла. Пізніше з’являється як заручниця адміністрації гри через розслідування її батька. Вона повертається у «Гру друзів» у другому турі як заміна Кей, а згодом бере повну участь у фінальному раунді, прагнучи дізнатися правду про гру та минуле Юїчі
Тендзі Мікаса (яп. 美笠天智, Mikasa Tenji)
Сейю: Даікі Хамано (оригінал), Джош Бенгл (англійський дубляж)
Один із друзів Юїчі, що бере участь у «Грі друзів». Спокійний, розважливий і дуже розумний, займає перші місця у навчанні та вміє вести переговори. Виявляється, що він уже раніше грав у «Гру друзів», отримавши борг через зраду друзів, який перейшов у поточну гру. Спочатку ненавидів Шіхо, свою подругу дитинства, оскільки вважав її винною в зраді друзів і загибелі батька, через що переслідував її та планував використати гру, щоб зламати її морально. Дізнавшись правду про смерть батька, помирився з Шіхо. Після другого раунду продовжує гру разом із Юїчі, здобуваючи його довіру.
Макото Шібе (яп. 四部誠, Shibe Makoto)
Сейю: Томохіро Оно (оригінал), Аарон Кемпбелл (англійський дубляж)
Один із друзів Юїчі, що бере участь у «Грі друзів». Син політика, виріс у достатку, має безтурботний і чесний характер. Закоханий у Шіхо. Після другого раунду, коли його, Шіхо та Кокорокі звільнили, разом із Шіхо став жертвою булінгу через підозри та ненависть однокласників. Згодом його звинувачують у вбивстві батька та спробі сексуального насильства над Шіхо, через що він стає частиною третього раунду, де Юїчі, Тендзі та Кокорокі намагаються довести його невинність у крадіжці грошей на поїздку. Незважаючи на виправдання, він успадковує борг батька та приєднується до «Дорослої гри друзів». Пізніше він дізнається, що саме Юїчі змусив його батька залізти в борги, що зрештою призвело до його корупції. Це стає причиною, через яку Макото разом із Кокорокі та Шіндзі зраджує Юїчі.
Юторі Кокорокі (яп. 心木ゆとり, Kokorogi Yutori)
Сейю: Сатомі Амано (оригінал), Дені Чемберс (англійський дубляж)
Одна з друзів Юїчі, що бере участь у «Грі друзів». Добра, боязка та наївна дівчина з привабливою зовнішністю, має щирий інтерес до манґи. Після другого раунду приєднується до Юїчі та Тендзі у всіх наступних іграх. У минулому зазнавала сильного булінгу, через що навіть «працювала повією», хоча насправді не надавала нічних послуг. Пізніше виявляється, що вона має зовсім іншу, підступну та хитру сторону й таємні зв’язки з фігурами з минулого Юїчі. Також з’ясовується, що вони з Юїчі зустрічалися ще до знайомства в старшій школі. Насправді саме вона вбила батька Тендзі, щоб підставити Шіхо та втягнути всіх у «Гру друзів»

### Адміністрація

#### Адміністратори та спостерігачі
Марія Мізусе (яп. 水瀬マリア, Mizuse Maria)
Сейю: Рейна Уеда (оригінал), Сара Рагсдейл (англійський дубляж)
Приєднується до третьої гри, видаючи себе за учасницю, що дійшла до цього етапу самостійно, але насправді вступає до Групи C. Насправді вона є однією з адміністраторів «Гри друзів», відправленою для шпигунства за Юїчі. Весела і хитра, Марія спостерігає за Юїчі та при необхідності заважає іншим учасникам у різних іграх. Згодом вона починає відчувати до нього симпатію, знаходячи його безжалісну та холоднокровну сторону привабливою.
Цукіно (яп. 月野)
Сейю: Шізука Іто (оригінал), Моніка Ріал (англійський дубляж)
Адміністраторка з пишними формами та коротким блакитним волоссям, яке закриває праву частину її обличчя. Зазвичай відповідає за спостереження за Юїчі.
Рейко Тамай (яп. 玉井レイコ, Tamai Reiko)
Сейю: Мідзукі Нана (оригінал), Моллі Серсі (англійський дубляж)
Адміністраторка з довгим білявим волоссям. Спочатку представлена як куратор Групи K у третій грі «Дружні хованки», проте зазвичай займається наглядом за Кеєм Шіномією. Близькі називають її «Тама-тян».

#### Варіанти Манабу
Манабу-кун (яп. マナブくん)
Сейю: Мінамі Такаяма (оригінал), Кіба Валкер (англійський дубляж)
Маскот із популярного внутрішньосвітового аніме, Манабу-кун виконує роль ведучого в різних іграх. Він часто переодягається відповідно до теми гри, пояснює правила та необхідні умови, але ніколи не втручається без нагальної потреби.
Манабу-сенсей (яп. マナブ先生)
Сейю: Шафурин (оригінал), Ларрі Брентлі (англійський дубляж)
Манабу-ґунсо (яп. グンソウ マナブ)

Манабу-Сайбанкан (яп. マナブサイバンカン)

Манабу-Хакушаку (яп. マナブ ハクシャク)

Манабу Шьочо Роякан (яп. マナブ ショチョウ ロウヤカンサマ)

### Інші учасники гри

#### Група К
Кей Шіномія (яп. 紫宮京, Shinomiya Kei)
Сейю: Кеншо Оно (оригінал), Дерік Сноу (англійський дубляж)
Найнижчий член Групи K, який здається найневиннішим, але насправді саме він був справжнім стратегом, що мало не приніс Групі K перемогу в Дружніх хованках. Геніальний розум, який може зрівнятися з Юїчі, він приєднався до Дорослої гри друзів, щоб позмагатися з ним у битві інтелектів. Після поразки у В’язничній грі друзів став членом команди Юїчі замість Шіхо. Здобувши довіру товаришів, Кей був визнаний Юїчі союзником і вони допомагали один одному під час Гри азартних ставок.
Дзюзо Кадокура (яп. 門倉十蔵, Kadokura Jūzō)
Сейю: Тецу Інада (оригінал), Крістофер Сабат (англійський дубляж)
Лідер Групи K, який добровільно взяв на себе роль схованого під час Дружніх хованок. Після того, як кинув навчання, допомагав сімейному бізнесу, а потім зареєстрував свою команду в Грі друзів заради останнього шансу виграти загальнонаціональний шкільний баскетбольний турнір через величезний борг. Після завершення Гри №3 мав брати участь у Дорослій грі друзів №1: В’язнична гра друзів, але Шіномія натякнув, що він "зник". Згодом з’ясувалося, що Кадокура живий, але Шіномія зайняв його місце в Дорослій грі друзів.
Хякутаро Оніґавара (яп. 鬼瓦百太郎, Onigawara Hyakutarō)
Сейю: Кішо Таніяма (оригінал), Оріон Піттс (англійський дубляж)
Запальний член Групи K, який, попри свою агресивність, має дуже добре серце.
Тісато Хашіратані (яп. 柱谷千聖, Hashiratani Chisato)
Сейю: Тецуя Какіхара (оригінал), Рікко Фахардо (англійський дубляж)
Гравець-ловелас у Групі K, зазвичай стримує Хякутаро, якщо той стає надто емоційним.
Банрі Ніва (яп. 丹羽万里, Niwa Banri)
Сейю: Оно Дайсуке (оригінал), Dallas Reid (англійський дубляж)
Мовчазний член Групи K.

### Учасники дорослої гри Tomodachi

#### Гра №1: В'язниця друга
Курокі (яп. クロキ)
Сейю: Фукуяма Дзюн (оригінал), Шон Ганн (англійський дубляж)
Бандит, який викрав Юторі й підбурив Юїчі до її порятунку, прикриваючись Грою друзів. Після того, як Юїчі його залякав, а потім він був заарештований за видавання себе за адміністратора, Курокі приєднався до Дорослої гри друзів, сподіваючись помститися Юїчі. Згодом з’ясувалося, що Юторі сама організувала своє викрадення і попросила Курокі допомогти їй. Його ім’я, ймовірно, Сатору (яп. さとる), згідно зі словами його колишньої дівчини Мінамі.
Рюсей Танеда (яп. 種田 流星, Taneda Ryūsei)
Колишній хост та ловелас, який бере участь у В’язничній грі друзів. Він також двічі проходив Гру друзів.
Мінамі Фудо (яп. ふどみなみ, Fudou Minami)
Колишня дівчина Курокі й учасниця Гри друзів.
Саорі Міябе (яп. 宮部 沙織, Miyabe Saori)
Колишня покоївка в маєтку Шібе, яка змушена була працювати з невідомих причин і глибоко ненавиділа родину Шібе. Стала першим свідком під час Гри суду друзів, щоб вилити свій гнів. Згодом вона відновила довіру Шібе та стала союзницею Юїчі під час В’язничної гри друзів. Також виявилося, що вона була першою любов’ю Шібе, через що він почав симпатизувати "старшим сестринським типажам".

#### Гра № 2.1: азартні ігри з усіма ставками
Сіндзі Сіба (яп. 司馬真司)
Син Тайдзена Сіби та прийомний старший брат Юїчі, який займається сумнівним бізнесом. Вперше з’явився як помічник Камісіро в Азартних іграх. Вихований тією самою людиною, що й Юїчі, він вважається таким же геніальним і сильним, як і його брат. Відомо, що він співпрацював із Кокорогі в минулому, маніпулюючи різними подіями, зокрема викраденням Саварагі у середній школі та вбивством батька Мікаси. Також натякається, що саме він відповідальний за великий шрам на грудях Саварагі.
Сайка Камішіро (яп. 最下 神代)
Літній лідер Команди Камісіро, який стверджує, що має "Боже око", бо здатен розпізнавати хитрощі суперників.
Цукаса Кайдо (яп. 司 街道)
Детектив, який проник у Гру друзів, щоб розслідувати її, беручи участь разом зі своєю групою та донькою. Згодом починає співпрацювати з Юїчі, щоб покласти край Грі друзів.
Сатоне Кайдо (яп. 里根 街道)
Донька Цукаси Кайдо, яка володіє надзвичайно загостреними почуттями.
Місіма Ясуші (яп. 三島 や寿司)

### Інші
Тайзен Сіба (яп. 芝 大全)
Сейю: Хочу Оцука (оригінал), Р. Брюс Елліот (англійський дубляж)
Батько Сіндзі Сіби та прийомний батько Юїчі, який навчив його цінувати гроші понад усе. Пізніше з’ясувалося, що він був одним із трьох людей, яких Юїчі вбив у минулому.
Юка Катагірі (яп. 床 カタギリ)
Сейю: Хекіру Шііна (оригінал), Анастасія Муньос (англійський дубляж)
Прийомна мати Юїчі, яка виховала його добрішим і навчила цінувати дружбу більше, ніж гроші. Вона також виявилася однією з трьох людей, яких Юїчі вбив у минулому, але на відміну від Тайдзена, її смерть викликала у нього глибоке почуття провини.

## Медіа

### Манґа
Tomodachi Game — манґа, створена за концепцією Мікото Ямаґучі та ілюстрована Юкі Сато, виходила в журналі Bessatsu Shōnen Magazine від Kodansha з 9 грудня 2013 року по 8 серпня 2024 року. Компанія Kodansha зібрала розділи в 26 томах, випущених у період з 9 квітня 2014 року по 8 жовтня 2024 року.
У травні 2023 року Kodansha розпочала публікацію манґи англійською мовою на своєму цифровому сервісі K Manga.

#### Список томів
| №  | Дата виходу      | ISBN                   |
| -- | ---------------- | ---------------------- |
| 1  | 9 квітня 2014    | ISBN 978-4-06-395051-9 |
| 2  | 9 липня 2014     | ISBN 978-4-06-395119-6 |
| 3  | 9 грудня 2014    | ISBN 978-4-06-395255-1 |
| 4  | 9 квітня 2015    | ISBN 978-4-06-395364-0 |
| 5  | 9 вересня 2015   | ISBN 978-4-06-395474-6 |
| 6  | 9 лютого 2016    | ISBN 978-4-06-395593-4 |
| 7  | 8 липня 2016     | ISBN 978-4-06-395703-7 |
| 8  | 9 грудня 2016    | ISBN 978-4-06-395834-8 |
| 9  | 9 травня 2017    | ISBN 978-4-06-395946-8 |
| 10 | 6 жовтня 2017    | ISBN 978-4-06-510240-4 |
| 11 | 9 березня 2018   | ISBN 978-4-06-511063-8 |
| 12 | 9 серпня 2018    | ISBN 978-4-06-512321-8 |
| 13 | 9 січня 2019     | ISBN 978-4-06-513865-6 |
| 14 | 7 червня 2019    | ISBN 978-4-06-515300-0 |
| 15 | 9 грудня 2019    | ISBN 978-4-06-517469-2 |
| 16 | 7 серпня 2020    | ISBN 978-4-06-520320-0 |
| 17 | 9 грудня 2020    | ISBN 978-4-06-521671-2 |
| 18 | 9 червня 2021    | ISBN 978-4-06-523413-6 |
| 19 | 9 листопада 2021 | ISBN 978-4-06-525936-8 |
| 20 | 8 квітня 2022    | ISBN 978-4-06-527513-9 |
| 21 | 7 жовтня 2022    | ISBN 978-4-06-529398-0 |
| 22 | 7 квітня 2023    | ISBN 978-4-06-530913-1 |
| 23 | 8 серпня 2023    | ISBN 978-4-06-532591-9 |
| 24 | 7 грудня 2023    | ISBN 978-4-06-533941-1 |
| 25 | 9 травня 2024    | ISBN 978-4-06-535518-3 |
| 26 | 8 жовтня 2024    | ISBN 978-4-06-537018-6 |

### Телевізійна драма
Чотирисерійна телевізійна дорама Tomodachi Game виходила на Chiba TV з 3 по 24 квітня 2017 року. Він також транслювався на Teletama, Hokkaido TV, tvk, Kyushu Asahi Broadcasting, Sun TV, KBS Kyoto та Mētele, а також транслювався на GYAO!. Режисером виступив Джіро Наґае, сценарій написали Наґае та Йошіцуґу Саґамі, а музику склав Куніюкі Морохаші.
У червні 2022 року було оголошено про нову телевізійну адаптацію від TV Asahi під назвою Tomodachi Game R4. Серіал зняли Такуро Оікава, Хадзіме Такезоно та Тошіакі Камада, сценарій підготували Такуджі Хіґучі та Шінья Хокімото, а музику написав Йошінорі Накамура. У серіалі знялися учасники бойз-бендів HiHi Jets та Bishonen з Johnny's Jr.. Прем'єра відбулася на TV Asahi 23 липня 2022 року, а фінальний епізод вийшов 10 вересня 2022 року (усього 8 епізодів).

### Фільми
Два повнометражні лайв-екшн фільми, Tomodachi Game Gekijō-ban (яп. トモダチゲーム 劇場版)  і Tomodachi Game Gekijō-ban Final (яп. トモダチゲーム 劇場版 FINAL)  вийшли в Японії 3 червня та 2 вересня 2017 року відповідно.

### Аніме
У листопаді 2021 року було оголошено, що серія отримає аніме-адаптацію від Okuruto Noboru. Режисером став Хірофумі Оґура, сценаристом Кента Іхара, дизайнером персонажів Сатомі Міязакі, композитором Мічіру, а звукорежисером у Studio Mausu – Хірото Морішіта. Аніме виходило в ефір з 6 квітня по 22 червня 2022 року на NTV (AnichU) та інших каналах. Опеніґ – «Double Shuffle» у виконанні Нани Мідзукі, ендонінґ – «Tomoshibi» від saji.«Double Shuffle». Серію ліцензувала Crunchyroll для показу за межами Азії, а Medialink – у Південно-Східній Азії, де її транслювали на Disney+/Disney+ Hotstar (з травня 2022 року) 
Англомовний дубляж від Crunchyroll вийшов 19 квітня 2022 року.

#### Список_серій
| № серії | Назва серії | Режисер(и)                  | Сценарист(и) | Режисер(и) анімації         | Оригінальна дата показу |
| ------- | --- | --------------------------- | ------------ | --------------------------- | ----------------------- |
| 1       | «Huh? Yuichi-kun Suspects His Friends?» Транслітерація: «Are? Yūichi-kun wa Tomodachi o Utagatteru no?» (яп. あれ？友一君は友達を疑ってるの？)                                       | Юмеко Іваока                | Кента Іхара  | Хірофумі Оґура              | 6 квітня 2022           |
| 2       | «You Have a Lot to Say to Me, Don't You?» Транслітерація: «Aru Desho, Hanashitai Koto ga Iroiro...» (яп. あるでしょ、話したいことが色々…)                                            | Тацуя Сасакі                | Кента Іхара  | Шінобу Сасакі               | 13 квітня 2022          |
| 3       | «There's No Way I'd Believe That» Транслітерація: «Sasuga ni Sore wa Shinjirarenaitte» (яп. さすがにそれは信じられないって)                                                          | Йошинобу Касаї              | Кента Іхара  | Кента Оніші                 | 20 квітня 2022          |
| 4       | «Seriously? That's So Cringe!» Транслітерація: «Kore Maji? Honki de Hikun da kedo» (яп. これマジ？本気で引くんだけど)                                                                | Кейсуке Варіта              | Кента Іхара  | Кейсуке Варіта              | 27 квітня 2022          |
| 5       | «Yuichi-kun, You're Pretty Dumb, Aren't You?» Транслітерація: «Yūichi-kun tte Kekkō Baka Nan da ne» (яп. 友一君って結構バカなんだね)                                                 | Юмеко Іваока                | Кента Іхара  | Юмеко Іваока                | 4 травня 2022           |
| 6       | «I Really Can't Be Friends with a "Murderer"» Транслітерація: «Yappari "Hitogoroshi" to wa Tomodachi ni Narenaitte» (яп. やっぱり“人殺し”とは友達になれないって)                     | Юкі Моріта                  | Кента Іхара  | Юмеко Іваока Хірофумі Оґура | 11 травня 2022          |
| 7       | «I'll Take 20 Million Yen Worth of Your Life» Транслітерація: «Nisenman'en-bun no Kimi no Jinsei o Morau kara ne» (яп. 2000万円分の君の人生をもらうからね)                           | Юічі Абе                    | Кента Іхара  | Юічі Абе                    | 18 травня 2022          |
| 8       | «It's a Game Where You Wait, and Wait, and Wait... and Keep Waiting» Транслітерація: «Matte Matte Matte... Machi Tsuzukeru Gēmu da yo» (яп. 待って待って待って…待ち続けるゲームだよ) | Йошинобу Касаї              | Кента Іхара  | Джин Тамамура               | 25 травня 2022          |
| 9       | «Hurry Up and "Switch Sides"» Транслітерація: «Sassato "Negaeri" Shiro yo» (яп. さっさと“寝返り”しろよ)                                                                              | Тацуя Сасакі                | Кента Іхара  | Хірофумі Оґура              | 1 червня 2022           |
| 10      | «The Third Game Is Over!» Транслітерація: «Daisan Gēmu Shūryō!» (яп. 第三ゲーム終了ーっ！)                                                                                           | Кейсуке Варіта              | Кента Іхара  | Кейсуке Варіта              | 8 червня 2022           |
| 11      | «Do You Really Have Nothing You Care About?» Транслітерація: «Kimi ni wa "Daiji na Mono" ga Naitte Hontō?» (яп. 君には“大事なもの”がないって本当？)                                  | Нобору Кошіхіса             | Кента Іхара  | Юічі Абе                    | 15 червня 2022          |
| 12      | «What's Most Important to Me Is...» Транслітерація: «Ore ni Totte Ichiban Taisetsu na no wa...» (яп. 俺にとって一番大切なのは…)                                                      | Юмеко Іваока Кейсуке Варіта | Кента Іхара  | Юмеко Іваока Хірофумі Оґура | 22 червня 2022          |